# همرویل (جورجیا)
همرویل، جورجیا (به انگلیسی: Homerville, Georgia) یک شهر در ایالات متحده آمریکا با جمعیت ۲٬۴۵۶ نفر است که در جورجیا واقع شده‌است.

## موقعیت جغرافیایی
موقعیت جغرافیایی شهرها و مناطق اطراف به شرح زیر است: